# Anton Lux
Anton Lux (12. srpna 1837, Moravská Ostrava – 24. prosince 1889, Moravská Ostrava) byl čtvrtým moravskoostravským starostou.
Narodil se v rodině obchodníka a majitele špeditérství Adalberta Luxe. Jeho dětství a dospívání poznamenala těžká oční choroba (patrně šedý zákal), kvůli které již v devíti letech úplně ztratil zrak. Byl proto svěřen do péče Moravskoslezského slepeckého institutu v Brně. Ačkoliv jeho naděje na uzdravení byla malá, neztrácel chuť a vůli k životu. Byl výborným pianistou a skvělým počtářem. Ve Vídni se posléze podrobil dvojnásobné operaci, po které sice bylo jeho pravé oko téměř zničeno, zato na levé alespoň částečně viděl. I tak však bylo nemyslitelné, že by byl schopen studia na nějaké škole, byl proto odkázán na samostudium. Po otcově smrti v roce 1858 převzal jeho obchod se smíšeným zbožím na náměstí.
Ve třiceti letech byl zvolen do obecního výboru. V roce 1876 se stal radním a 20. května 1880 jej zvolili starostou města. Zatímco německý tisk jeho zvolení přivítal, český byl o poznání kritičtější. Hned první měsíce ve funkci starosty znamenaly velkou zkoušku jeho organizačních schopností. V srpnu 1880 postihla Moravskou Ostravu ničivá povodeň, největší v historii města. Materiální škody, stejně jako počty postižených, byly obrovské. Starosta se likvidaci škod a organizaci pomoci obětem katastrofy věnoval s velkým nasazením, které ocenilo i moravského místodržitelství. Pro prevenci dalších záplav Lux inicioval rozsáhlá jednání o regulaci řeky Ostravice, k níž však kvůli nedostatku finančních prostředků došlo až mnohem později. Realizován nebyl ani jeho podnět k výstavbě linky parní tramvaje z Moravské Ostravy do Přívozu.
Mezi úspěchy jeho období patří rozšíření školské sítě mj. o samostatnou českou obecnou chlapeckou školu a dívčí školu s paralelkou ve Františkově údolí (1883). Byla také zahájena výstavba nemocnice na Fifejdách (1884) a zejména stavba nového kostela Božského Spasitele (1883).
Kostel stál městskou pokladnu značnou částku a v říjnu 1885, kdy byla projednávána nová půjčka na kostel, mohl být dokonce příčinou Luxovy předčasné abdikace. Obecní výbor totiž odmítl půjčku schválit a místo toho nařídil audit hospodaření. Na to reagoval starosta značně podrážděně a ještě týž den složil svoji funkci. Výbor však jeho abdikaci nepřijal a po deputaci radních se Anton Lux 1. ledna 1886 vrátil zpět do úřadu.
Roku 1888 již Lux znovu nekandidoval. I nadále však pracoval jako radní a člen řady spolků a organizací.
V prosinci 1889 silně prochladl při hašení požáru a na Štědrý den zemřel ve svém domě na zápal plic.